# Madoryx
Madoryx là một chi bướm đêm thuộc họ Sphingidae.

## Các loài
- Madoryx bubastus - (Cramer 1777)
- Madoryx oiclus - (Cramer 1779)
- Madoryx plutonius - (Hubner 1819)
- Madoryx pseudothyreus - (Grote 1865)

## Hình ảnh

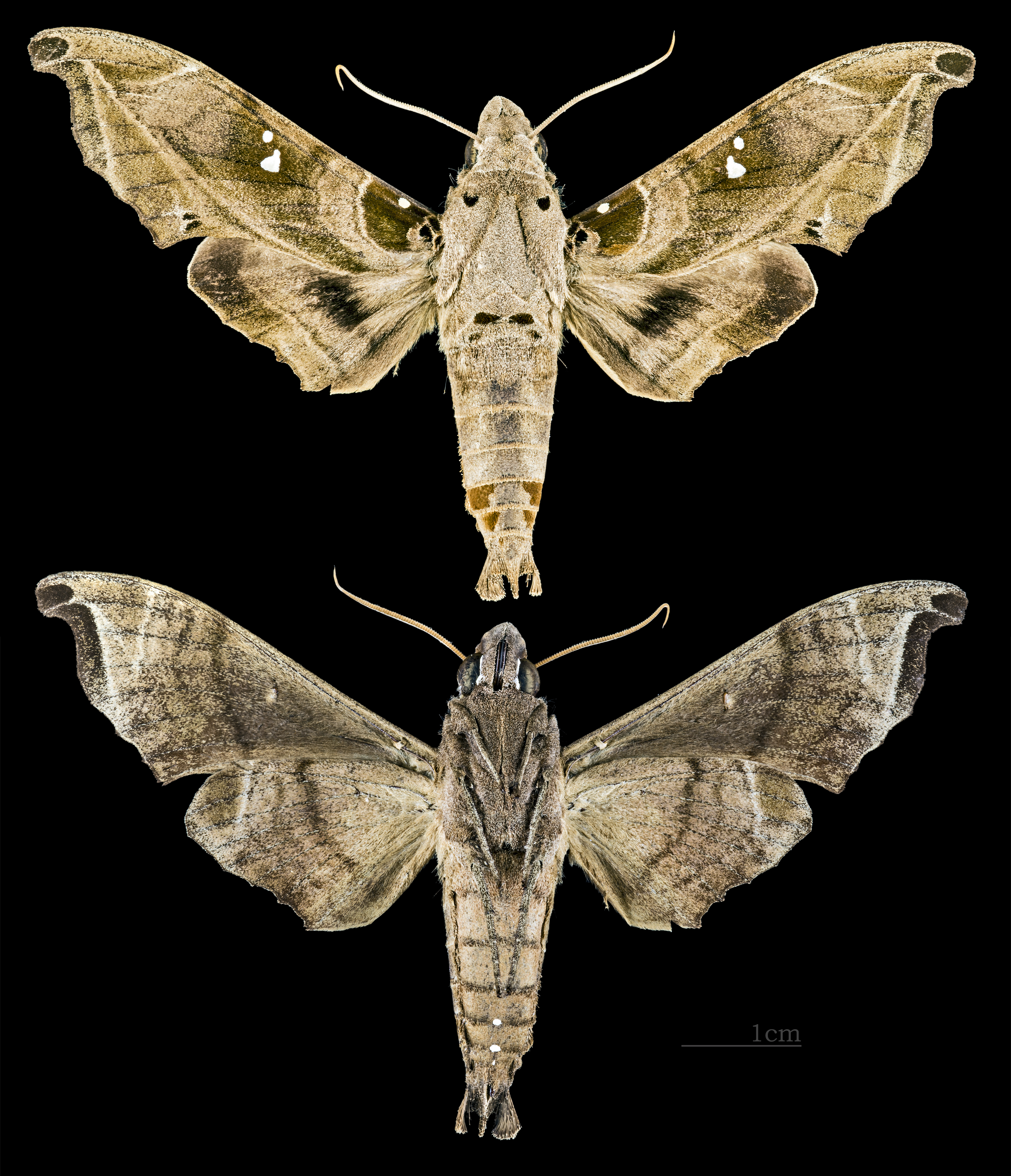
Madoryx bubastus
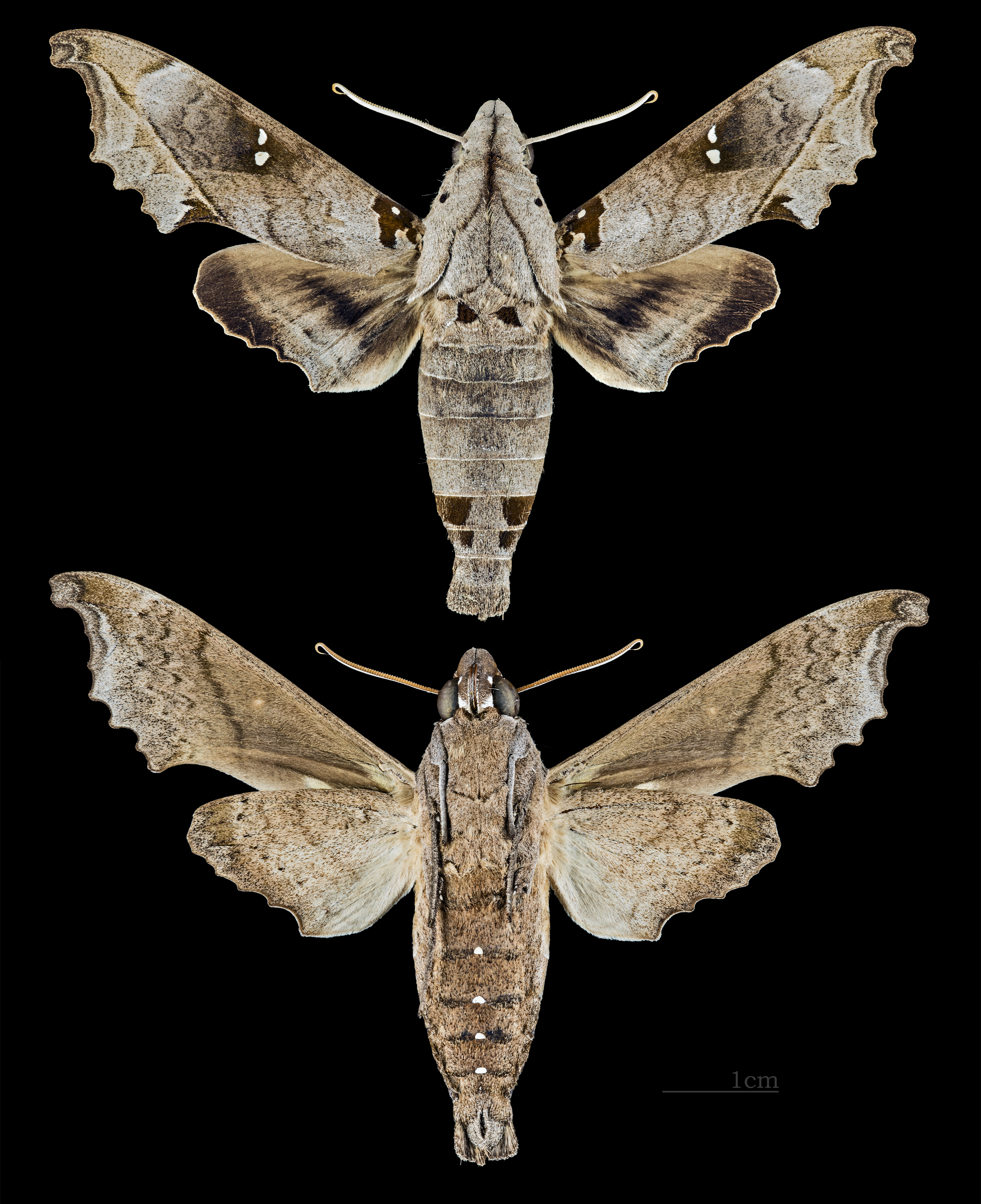
Madoryx oiclus
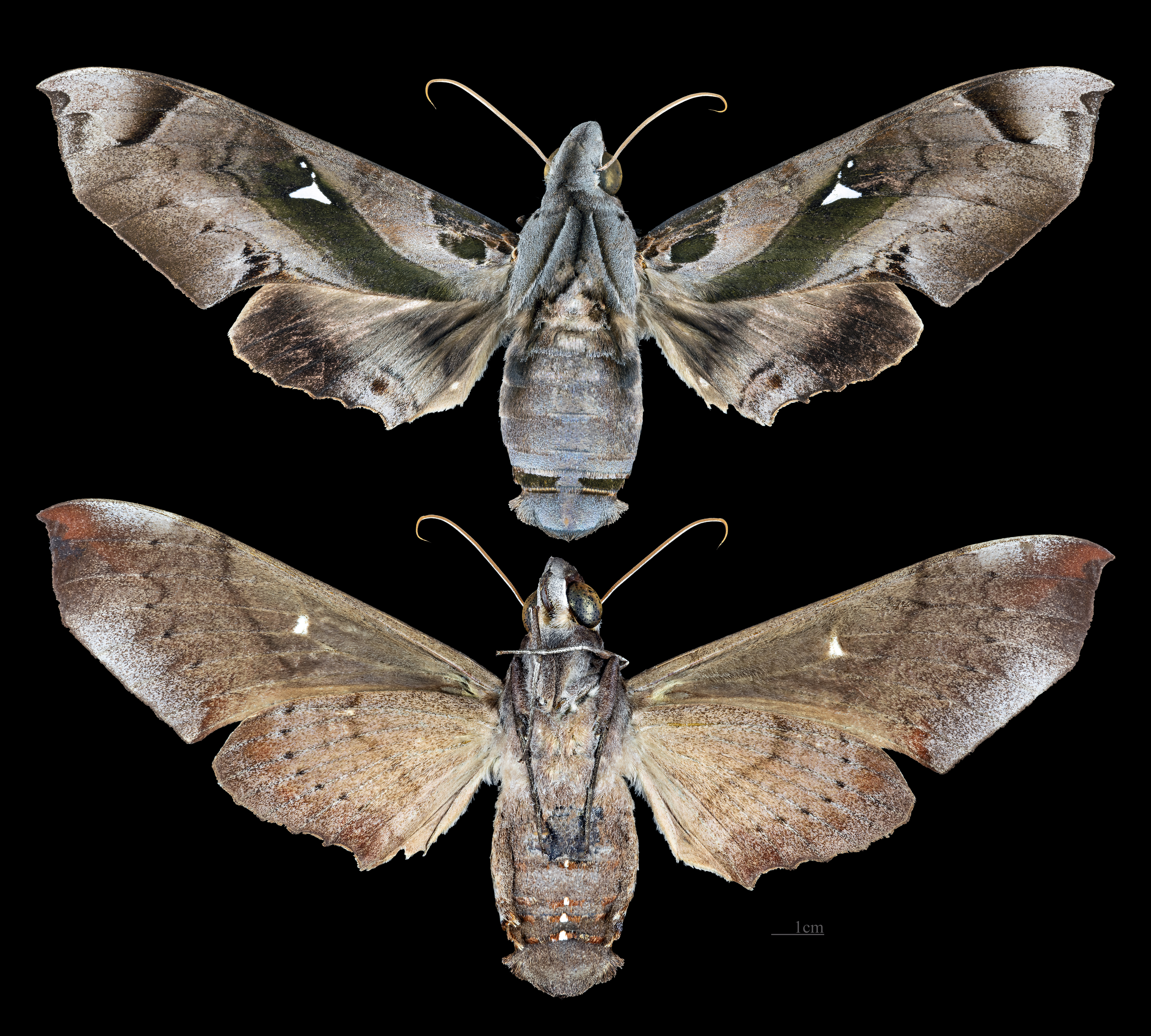
Madoryx plutonius
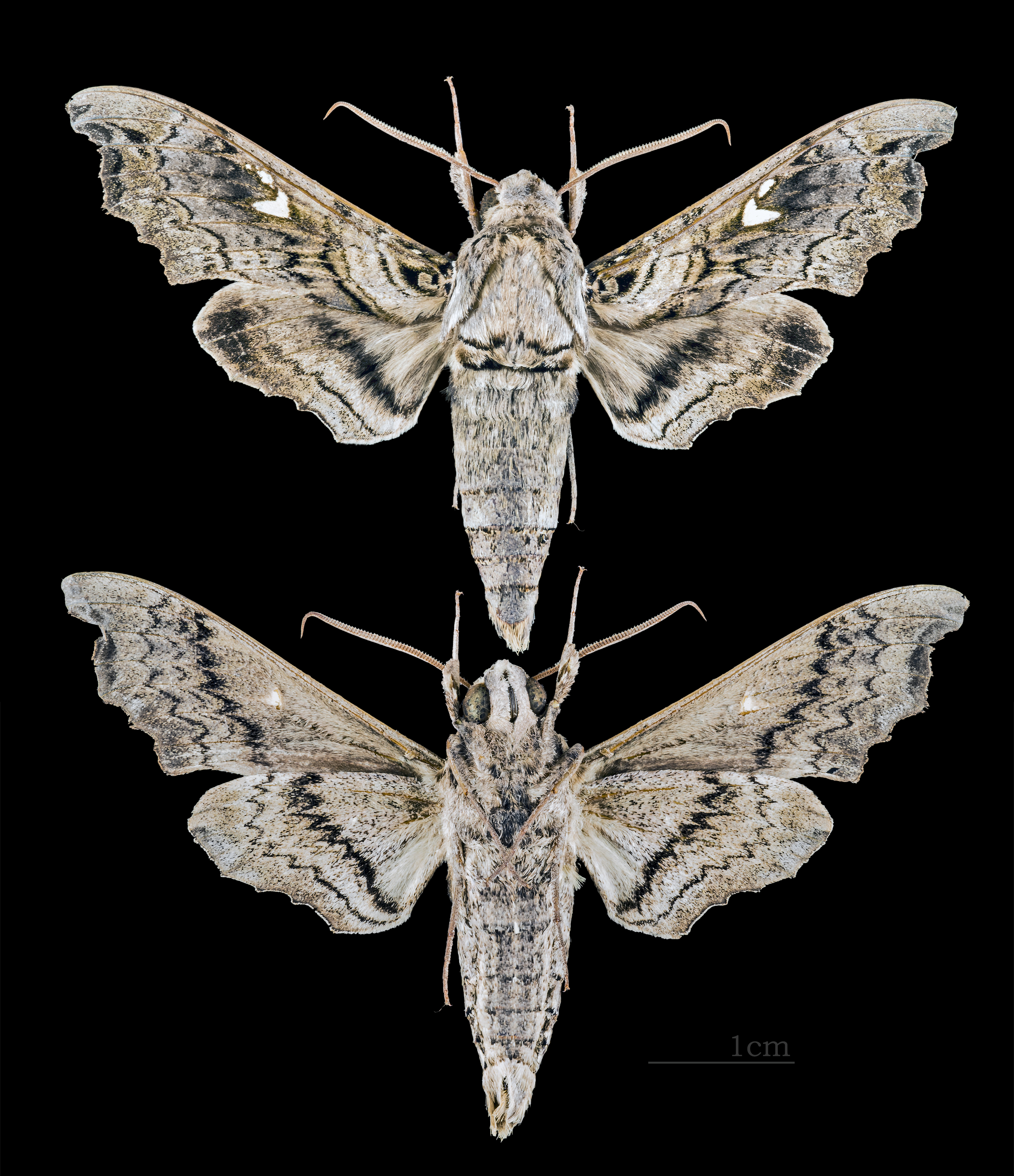
Madoryx pseudothyreus